# Rapovce
Rapovce (allemand : Rapp,  hongrois : Rapp) est un village de Slovaquie situé dans la région de Banská Bystrica.

## Histoire
La première mention écrite du village date de 1312.
La localité fut annexée par la Hongrie après le premier arbitrage de Vienne le 2 novembre 1938. En 1938, on comptait 763 habitants dont 1 d'origines juives. Elle faisait partie du district de Lučenec (hongrois : Losonci járás). Le nom de la localité avant la Seconde Guerre mondiale était Rapovce/Rapp. Durant la période 1938 - 1945, le nom hongrois Rapp était d'usage. À la libération, la commune a été réintégrée dans la Tchécoslovaquie reconstituée.

## Démographie

### Évolution de la population
| Année:               | 1994. | 2004.    | 2014.   | 2024.   |
| -------------------- | ----- | -------- | ------- | ------- |
| Nombre de personnes: | 858   | 950      | 951     | 921     |
| Différence:          |       | +10,72 % | +0,10 % | -3,15 % |

| Année:               | 2023. | 2024.   |
| -------------------- | ----- | ------- |
| Nombre de personnes: | 921   | 921     |
| Différence:          |       | -1,42 % |